# Данијеле Сантарели
Данијеле Сантарели (итал. Daniele Santarelli; Фолињо, 8. јун 1981) италијански је одбојкашки тренер. Тренутно је тренер италијанског клуба Имоко. Био је селектор женске одбојкашке репрезентације Србије.

## Спортска каријера
Од 2017. године тренира италијанску екипу Имоко Конељано, а од 2022. је тренирао и женску одбојкашку репрезентацију Србије.
Прву медаљу коју је освојио као селектор Србије била је бронза у Лиги нација 2022. године. На Светском првенству 2022. године, које се одржало у Пољској и Холандији, са српском репрезентацијом је изборио финале. Под његовим вођством Србија је у финалу победила Бразил с максималним резултатом 3 : 0 и тако освојила златну медаљу на том такмичењу.

## Приватно
Његова супруга је одбојкашица Моника де Ђенаро. Венчали су се 24. јуна 2017. године.

## Тренерски успеси

### Клупски
- Првенство Италије за жене (4): 2018, 2019, 2021, 2022.
- ЦЕВ Лига шампиона за жене (1): 2021.
- Суперкуп Италије за жене (4): 2018, 2019, 2020, 2021.
- Куп Италије за жене (3): 2020, 2021, 2022.
- Светско клупско првенство за жене (1): 2019.

### Репрезентативни
Женска репрезентација Србије
- Светско првенство: злато 2022.
- Лига нација: бронза 2022.

Женска репрезентација Турске
- Европско првенство: злато 2023.
- Лига нација: злато 2023.